# Seminário Missionário Bom Jesus

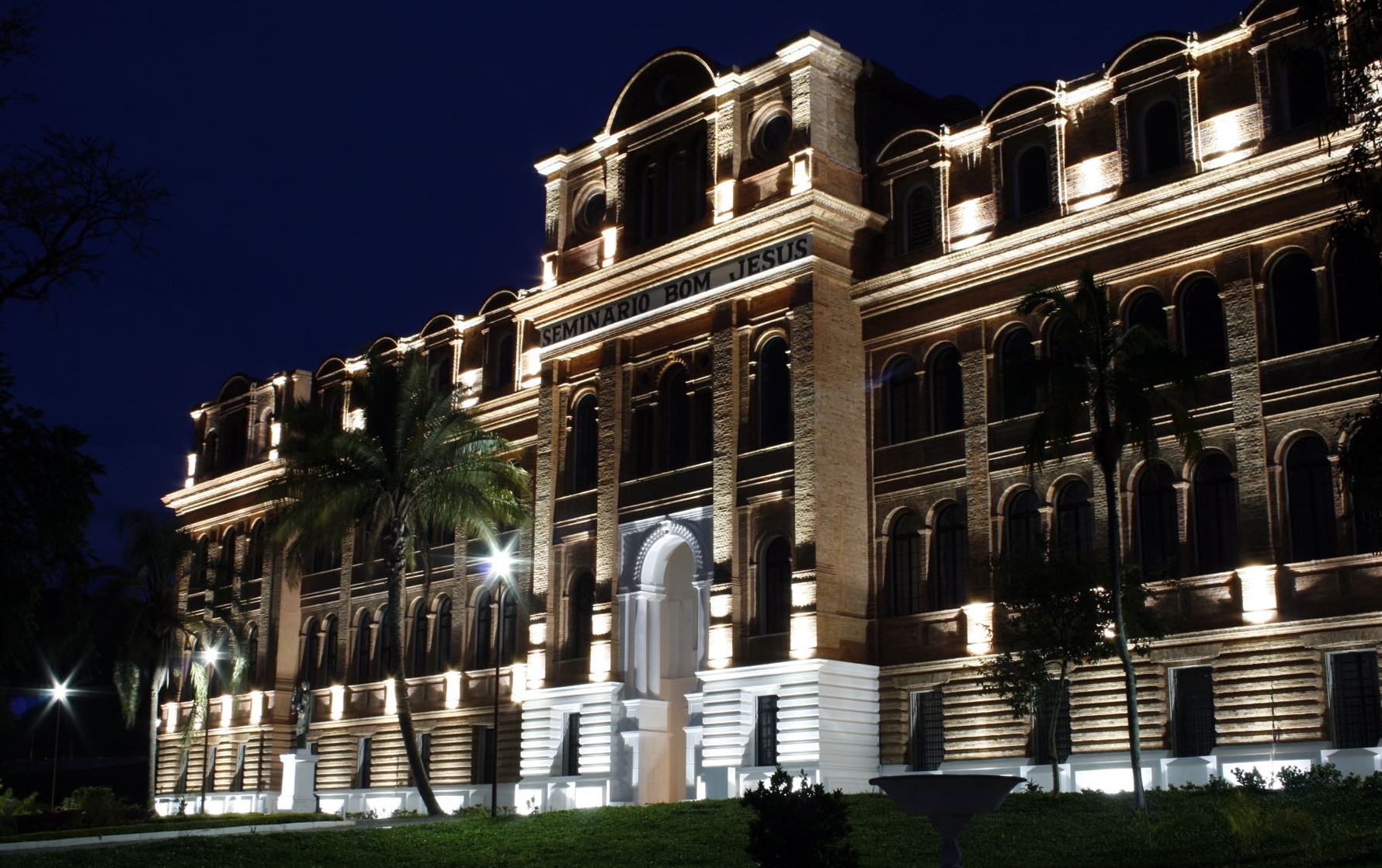

Seminário Missionário Bom Jesus, mais conhecido como Seminário Bom Jesus, é um seminário católico. Foi fundado em 6 de agosto de 1894 por Dom Lino Deodato Rodrigues de Carvalho e está localizado na cidade de Aparecida, no estado de São Paulo.